# سینه‌هلالی تاج‌زیتونی
سینه‌هلالی تاج‌زیتونی (نام علمی: Melanopareia maximiliani) نام یک گونه از سرده سینه‌هلالی‌ها است.